# Calletaera ruptaria
Calletaera ruptaria là một loài bướm đêm trong họ Geometridae.